# Veľké Dravce
Veľké Dravce (hongrois : Nagydaróc) est un village de Slovaquie situé dans la région de Banská Bystrica.

## Histoire
La première mention écrite du village date de 1350.
La localité fut annexée par la Hongrie après le premier arbitrage de Vienne le 2 novembre 1938. En 1938, on comptait 803 habitants dont 4 d'origine juive. Elle faisait partie du district de Lučenec (hongrois : Losonci járás). Le nom de la localité avant la Seconde Guerre mondiale était Veľké Dravce/Nagy-Daróc. Durant la période 1938 - 1945, le nom hongrois Nagydaróc était d'usage. À la libération, la commune a été réintégrée dans la Tchécoslovaquie reconstituée.

## Démographie

### Évolution de la population
| Année:               | 1994. | 2004.   | 2014.   | 2024.   |
| -------------------- | ----- | ------- | ------- | ------- |
| Nombre de personnes: | 631   | 642     | 698     | 679     |
| Différence:          |       | +1,74 % | +8,72 % | -2,72 % |

| Année:               | 2023. | 2024.   |
| -------------------- | ----- | ------- |
| Nombre de personnes: | 686   | 679     |
| Différence:          |       | -1,02 % |